# Мелчер-Далас (Ајова)
Мелчер-Далас (енгл. Melcher-Dallas) град је у америчкој савезној држави Ајова. По попису становништва из 2010. у њему је живело 1.288 становника.

## Демографија
Према попису становништва из 2010. у граду је живело 1.288 становника, што је -10 (-0.8%) становника више него 2000. године.
| Група             | 2000.         | 2010.         |
| Белци             | 1.280 (98,6%) | 1.250 (97,0%) |
| Афроамериканци    | 1 (0,1%)      | 3 (0,2%)      |
| Азијати           | 5 (0,4%)      | 0 (0,0%)      |
| Хиспаноамериканци | 3 (0,2%)      | 27 (2,1%)     |
| Укупно            | 1.298         | 1.288         |